# برمن رولاند
برمن رولاند (به انگلیسی: Bremen Roland) در کشور آلمان واقع شده‌است. برمن رولاند از آثار فرهنگی میراث جهانی ثبت‌شده در این کشور است که در سال ۲۰۰۴ با شماره ثبت ۱۰۸۷ در فهرست میراث جهانی یونسکو به ثبت رسید که مجموعه‌ای از مکان‌های فرهنگی یا طبیعی ثبت‌شده در سازمان جهانی یونسکو است که به صورت فهرستی توسط کمیته میراث جهانی یونسکو همه ساله برگزیده می‌شوند.

## ثبت در یونسکو
سایت‌های میراث جهانی سازمان آموزشی، علمی و فرهنگی ملل متحد، یونسکو مکان‌هایی هستند که دارای اهمیت فرهنگی یا طبیعی هستند، همان‌طور که در پیمان‌نامه میراث جهانی یونسکو، که در سال ۱۹۷۲ تأسیس شده، شرح داده شده‌است. طبق کنوانسیون یونسکو هر اثری پس از ثبت توسط این کمیته باید از سوی کشور نگهدارنده اثر مورد توجه ویژه قرار گیرد و انجام هرگونه دخل و تصرف یا اقدامی که باعث به خطر افتادن آن شود، ممنوع است.
برمن رولاند در ۲۸امین نشست کمیته میراث جهانی یونسکو در سال ۲۰۰۴ با معیارهای (iii)(iv)(vi) به عنوان یک اثر فرهنگی در فهرست میراث جهانی یونسکو در آلمان قرار گرفت.